# Каррик, Александра Григорьевна
Алекса́ндра Григо́рьевна Ка́ррик (урождённая Марке́лова, 1832—1916) — русская переводчица, журналистка, детская писательница.

## Биография
Дочь коллежского советника. В 1850-е годы жила в Рязани. С 1865 года, проживая в Санкт-Петербурге, состояла под негласным надзором полиции по поводу «заявления ею учения своего о нигилизме». Активно участвовала в «Знаменской коммуне», организованной Василием Слепцовым в Петербурге, заведовала в ней хозяйством. По воспоминаниям сожительницы по коммуне Екатерины Цениной-Жуковской:
Некрасивая и глухая, но очень образованная и талантливая ... <она> представляла собой знаменитость, к которой ездили знакомиться люди весьма разнообразных слоев общества
Эта же мемуаристка сообщает, что общее поклонение вызывали не столько таланты Маркеловой, сколько некоторые детали её биографии, интриговавшие толпу: некогда, увлеченная художником, она покинула родителей и уехала за границу, откуда вернулась без художника, но с ребёнком, которого не отдала родителям, а стала воспитывать сама.
В 1868 году вышла замуж за известного петербургского фотографа Вильяма Каррика, который усыновил её ребёнка от первого брака Григория. Имела ещё двух сыновей — Дмитрия и Валерия.
Работала в Женской издательской артели Надежды Стасовой и Марии Трубниковой. Поликсена Стасова называла её одной из самых важных и активных участниц артели. Маркелова переводила с нескольких европейских языков. В частности, перевела ряд сказок Х. К. Андерсена, а также произведения Р. Джованьоли, Г. Уэллса, Р. Киплинга, М. Крауфорда, Э. М. Гарриса, С. Гордона, Н. Уайзмена, К. Э. Францоза. Написала рассказы «Питомка», «На морском песке», «Ручей», очерки «В рабочем углу», «Бездомная». В журнале «Женское дело» вела раздел «Иностранные отголоски», рецензируя вышедшие за рубежом книги и статьи по вопросам женского движения. В конце 1860-х сотрудничала в журнале «Дело». Также работала в газете «Петербургские Ведомости». 

## Публикации

### Переводы
- Харрис Э. М. Заблудший. — СПб., 1891. — 306 с.
- Ротманн Б. В духе времени. — СПб., 1891. — 431 с.
- Де Амичис Э. Учительница. — СПб., 1895. — 84 с.
- Вудс М. Л. Деревенская драма. — СПб., 1895. — 107 с.
- Киплинг, Дж. Р. Смелые мореплаватели. — СПб., 1897. — 200 с.
- Уорд М. Давид Грив: Рассказ о том, как человек нашел дорогу в жизни. — СПб., 1897. — 110 с.
- Друммонд У. Б. Дитя, его природа и воспитание. — СПб.: XX век, 1902. — 252 с.
- Уэллс Г. Дж. Предвидения о воздействии прогресса механики и науки на человеческую жизнь и мысль. — М. — 291 с.
- Уайзмен Н. Фабиола, или Церковь в катакомбах. — СПб., 1903. — 263 с.
- Джованьоли Р. Спартак. — СПб., 1906. — 478 с.
- Юинг Д. Цыганенок. — СПб.: Медвежонок, 1914. — 40 с.